# Irina Georgijewna Gorjatschewa

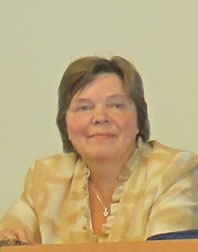
Irina Georgijewna Gorjatschewa

Irina Georgijewna Gorjatschewa (russisch Ирина Георгиевна Горячева; * 30. Mai 1947 in Swerdlowsk) ist eine sowjetisch-russische Physikerin und Hochschullehrerin.

## Leben
Den Besuch der Mittelschule Nr. 16 in Toljatti schloss Gorjatschewa 1965 mit einer Goldmedaille ab. Anschließend studierte sie an der Lomonossow-Universität Moskau (MGU) in der Mechanisch-Mathematischen Fakultät am Lehrstuhl für Plastizitätstheorie mit Abschluss 1970. Es folgte dort die Aspirantur bei Lew Alexandrowitsch Galin (Abschluss 1973).
Seit 1973 arbeitet Gorjatschewa im Moskauer Institut für Probleme der Mechanik der Akademie der Wissenschaften der UdSSR (AN-SSSR, seit 1991 Russische Akademie der Wissenschaften (RAN)) im Laboratorium für Tribologie, das sie seit 1996 leitet. 1974 verteidigte sie mit Erfolg ihre Dissertation über Rollreibung mit Berücksichtigung von Schlupf und Viskoelastizität für die Promotion zur Kandidatin der physikalisch-mathematischen Wissenschaften. Sie untersuchte die verschiedenen Reibungsmechanismen sowie die Wechselwirkungsmechanismen der elastischen und viskoelastischen Medien und lieferte wichtige Beiträge zum theoretischen Verständnis.
1988 verteidigte Gorjatschewa mit Erfolg ihre Doktor-Dissertation über Kontaktprobleme in der Tribologie für die Promotion zur Doktorin der physikalisch-mathematischen Wissenschaften. Darauf wurde sie Professorin des Lehrstuhls für Plastizitätstheorie der MGU und des Lehrstuhls für Mechanik der Steuerungssysteme des Moskauer Instituts für Physik und Technologie (MFTI). 1997 wurde sie zum Korrespondierenden Mitglied und 2003 zum Vollmitglied der RAN gewählt.
Gorjatschewa ist Vorsitzende des Gemeinsamen Wissenschaftsrats für Tribologie der RAN, des russischen Ministeriums für Bildung und Wissenschaft und der Union der Wissenschaftlichen und Technischen Vereinigungen. 2011 wurde sie Vorsitzende des Russischen Nationalen Komitees für Theoretische und Angewandte Mechanik.

## Ehrungen, Preise
- Komsomol-Preis (1979)
- Nationaler Olimpija-Preis der Russischen Akademie für Business und Unternehmertum für hervorragende Leistungen von Frauen in Russland (2006)[8]
- Preis der Regierung der Russischen Föderation im Bereich Wissenschaft und Technik (2006)[9]
- Tribology Gold Medal (2009. überreicht von der britischen Botschafterin in Moskau)[10][11]